# بنك نور
نور بنك (سابقاً يطلق عليه بنك نور الإسلامي) تأسس في يناير 2008 الإمارات العربية المتحدة في دبي

## الشركاء المساهمون
- حكومة دبي، مُمثلة في مكتب سمو ولي عهد دبي الشيخ/ حمدان بن محمد بن راشد آل مكتوم رئيس مجلس دبي التنفيذي 25.73%
- حكومة دبي كذلك، مُمثلة في مؤسسة دبي للاستثمارات الحكومية، 22.71%
- حكومة الإمارات الاتحادية مُمثلة في جهاز الإمارات للاستثمار 4.70%
- يمتلك النسبة المُتبقية لاسهم نور بنك مساهمون أفراد يمتلك كل منهم نسبة تقل عن 5% من إجمالي الأسهم [1]

## الدمج والاستحواذ
تم استحواذ بنك دبي الإسلامي على بنك نور الإسلامي رسمياً تحت اسم بنك دبي الإسلامي في ديسمبر 2019.